# Linköpings FC
El Linköpings FC és un club femení de futbol de Linköping, a Suècia. Està afiliat al Linköpings HC, un club de hoquei sobre gel.
Ha destacat especialment a la Copa, que ha guanyat en cinc ocasions des del 2006. També ha guanyat una Lliga, i en la seva única participació a la Lliga de Campions va arribar als quarts de final.

## Palmarès
- 1 Lliga de Suècia
  - 2009
- 5 Copes de Suècia
  - 2006 - 2008 - 2009 - 13/14 - 14/15

| 10/11 |  | Krka Novo Mesto | Sparta Praga | Arsenal FC |

- ¹ Fase de grups. Equip classificat pillor possicionat en cas d'eliminació o equip eliminat millor possicionat en cas de classificació.